# Лука Таріго
Лука Таріго (італ. Luca Tarigo, Генуя, роки народження та смерті невідомі) — італійський мандрівник та мореплавець XIV століття.

## Біографія
Про життя Луки Таріго відомо мало. У 1347 році, вирушивши з Кафи у Криму, перетнув Азовське море, піднявся по Дону на борту невеликої галери типу фуста. Далі експедиція суходолом досягла Волги, по якій спустилась, займаючись торгівлею та піратством, до Каспійського моря.
На зворотному шляху експедиція була пограбована, але Луці Таріго все ж вдалось повернутись до Кафи з частиною скарбів.
На честь мандрівника був названий есмінець часів Другої світової війни «Luca Tarigo».